# Jenette Goldstein
Jenette Elise Goldstein (Los Angeles, 4 februari 1960) is een Amerikaanse actrice.

## Biografie
Goldstein werd geboren in Los Angeles bij joodse ouders en groeide op in Beverly Hills. Zij heeft gestudeerd aan de Webber Douglas Academy of Dramatic Art in Londen en aan de Square Theater in New York.
Goldstein begon in 1986 met acteren in de film Aliens, hierna heeft zij nog meerdere rollen gespeeld in films en televisieseries zoals Lethal Weapon 2 (1989), Terminator 2: Judgment Day (1991), Titanic (1997), Fear and Loathing in Las Vegas (1998), Clockstoppers (2002) en Duplex (2003).
Goldstein is naast actrice ook mede-eigenaresse van Jenette Bras, een winkel gespecialiseerd in grote maten beha's met de slagzin: The Alphabet starts at 'D' (het alfabet start bij 'D', wat weer betrekking heeft op de beha maten).

## Filmografie

### Films
- 2014 Under the Hollywood Sign - als Mary
- 2008 Autopsy – als verpleegster Marian
- 2003 Duplex – als gespreksleidster
- 2002 Home Room – als hoofdverpleegster
- 2002 Clockstoppers – als dokter
- 2001 It Is What It Is – als Rivka Stern
- 1998 Living Out Loud – als Fanny
- 1998 Fear and Loathing in Las Vegas – als Alice de dienstmeid
- 1998 Senseless – als verpleegster Alvarez
- 1997 Titanic – als Ierse moeder
- 1997 Touch Me – als Gabrielle
- 1995 Fair Game – als Rosa
- 1994 Star Trek: Generations – als agente
- 1993 Donato and Daughter – als rechercheur Judy McCartney
- 1991 Terminator 2: Judgment Day – als Janelle Voight
- 1989 Lethal Weapon 2 – als Meagan Shapiro
- 1988 Miracle Mile – als meisje uit Beverly Hills
- 1988 The Presidio – als Patti Jean Lynch
- 1987 Near Dark – als Diamondback
- 1986 Aliens – als soldate Vasquez

### Televisieseries
Uitgezonderd eenmalige gastrollen.
- 2019 Star Trek: Short Treks - als USS Enterprise computer (stem) - 2 afl.
- 2004 24 – als Rae Plachecki – 2 afl.

### Computerspellen
- 2009 Real Heroes: Firefighter – als Esmeralda Vasquez
- 2002 X-Men: Next Generation – als Dr. Jean Grey / Phoenix
- 2000 Star Trek: Invasion – als Typhon monteur

- Bibliothèque nationale de France: cb141821787 (data)
- Gemeinsame Normdatei: 1225582415
- International Standard Name Identifier: 0000 0000 0317 5990
- Library of Congress Control Number: no2013039898
- Virtual International Authority File: 29742630
- WorldCat: E39PBJq74MKKWVYYk6KmTR7bVC